# Can Bisa
|  | No s'ha de confondre amb Ca l'Americano (Teià). |

Can Bisa és un edifici del municipi de Vilassar de Mar (Maresme) que forma part de l'Inventari del Patrimoni Arquitectònic de Catalunya on consta amb el nom erroni de Ca l'Americano. Fou construït el 1851.

## Descripció
És un edifici civil, una casa de planta rectangular de planta baixa i golfes, amb un terrat transitable. El conjunt destaca pel seu marcat neoclassicisme, especialment dels elements de la façana: tres arcs de mig punt que formen l'entrada principal i els finestrals dels baixos, pilastres adossades que recorren la façana amb el fust estriat i capitells compostos amb volutes, un entaulament superior, ull de bou a l'altura de les golfes i balustrades que tanquen el terrat superior. La part central de la façana queda coronada per una orla, actualment buida a l'interior. Està circumdada per un jardí que queda tancat per una reixa.

## Història
Aquesta casa va ser edificada de nou a partir de 1850 en una parcel·la que Anton Bisa havia adquirit aquell mateix any als promotors de l'obertura del carrer de l'Església (Joan Batllori i Magí Canela). El mestre d'obres fou Melcior Vives i els treballs de fusteria van ser fets per Joan Matamala.

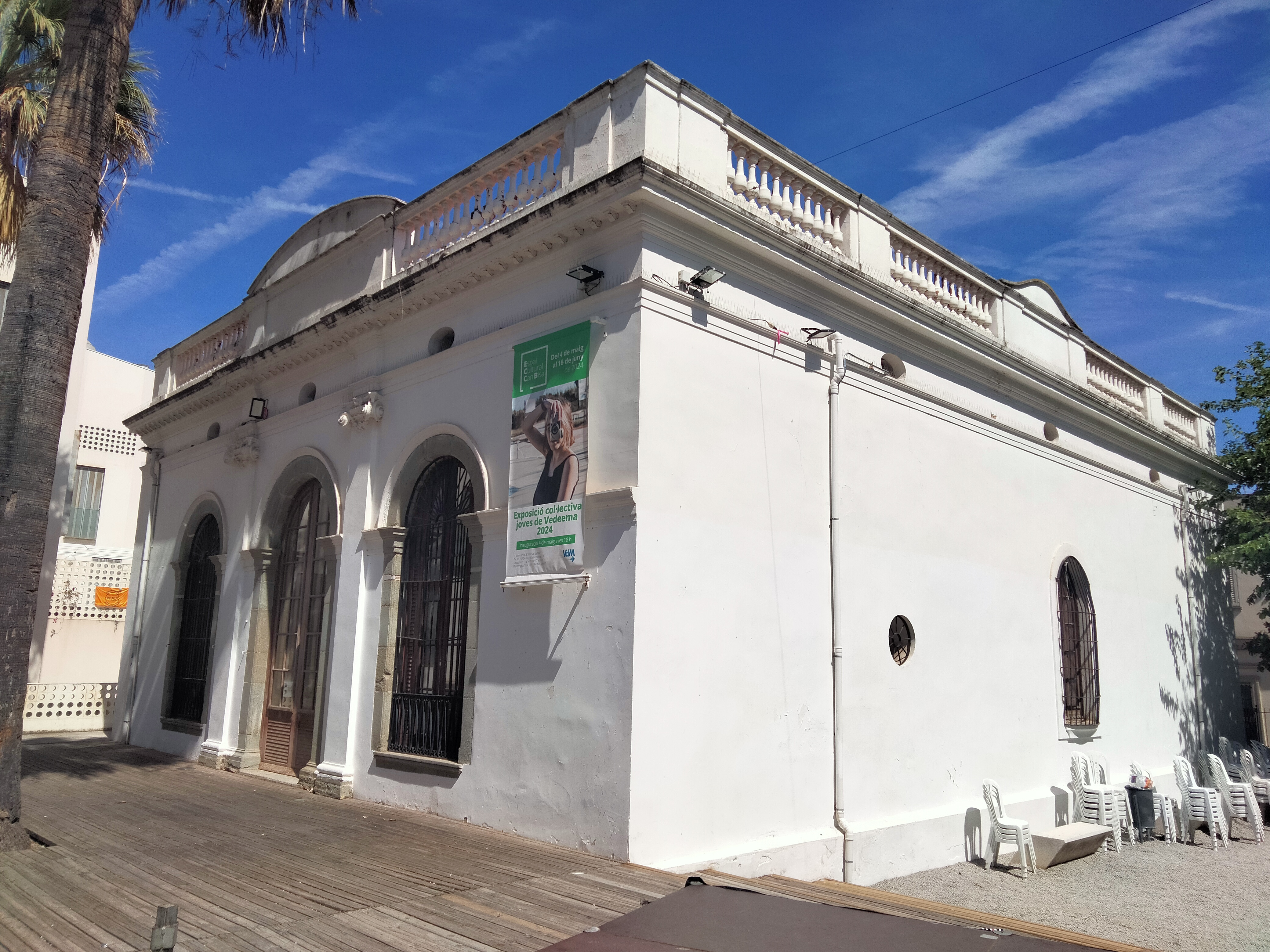
Façana de darrere

El jardí, antigament, era més petit, ja que no confrontava amb la carretera de Cabrils sinó que hi havia un cós entremig de la casa i la carretera que era l'hort de Joan Bisa (germà d'Anton Bisa), propietari de la primera casa del carrer de Montserrat. Aquesta franja de terreny, posteriorment, fou incorporada al jardí de Can Bisa tot ampliant-lo cap a ponent.
Sembla que, en origen, la família es dedicava als negocis mariners, especialment Francesc Bisa Arnau que consta com a armador, però també es dedicaren a la indústria tèxtil: Francesc Bisa i Roig fou director de la fàbrica coneguda com ‘Els Rodetets' dedicada a les filatures (Hilaturas Labor SA).
Actualment l'edifici, juntament amb els baixos d'un bloc de pisos que hi ha al costat, està dedicat a la cultura municipal: Espai Cultural Can Bisa.